# Australia Post
Australia Post, pełna nazwa Australian Postal Corporation – operator pocztowy oferujący usługi pocztowe w Australii, z siedzibą w Melbourne. 